# Symfonie nr. 2 (Hanson)
De Symfonie nr. 2 opus 21 "Romantic" werd in 1930 gecomponeerd door Howard Hanson.

## Symfonie nr. 2
In 1931 bestond het Boston Symphony Orchestra vijftig jaar. Hun toenmalige dirigent Serge Koussevitzky heeft een aantal muzikale opdrachten uitgegeven ter viering van dat jubileum. Een van de componisten, die een opdracht ontving, was Howard Hanson. De componist heeft een symfonie opgeleverd in romantische stijl die hem zo eigen was, maar heeft er rekening mee gehouden dat hij componeerde voor een van de grootse symfonieorkesten van de Verenigde Staten en een van de betere dirigenten van die tijd. De symfonie is dan ook geschreven voor groot orkest.
Alles bij elkaar heeft dat voor de componist en deze symfonie goed uitgepakt. Het is verreweg zijn bekendste compositie en ook zijn meest gewaardeerde gezien het aantal opnamen dat is verschenen.

### Compositie
De symfonie bevat drie delen, maar heeft wel een vierdelige tempo-indeling, zoals gebruikelijk bij romantische symfonieën:
1. Adagio ; Allegro moderato
2. Andante con teneramente
3. Allegro con brio.

De première van de symfonie werd gegeven onder leiding van Koussevitzky met het BSO op 28 november 1930.

### Bron en discografie
- Uitgave Delos International 3073: Seattle Symphony o.l.v. Gerard Schwarz
- Uitgave EMI: Saint Louis Symphony o.l.v. Leonard Slatkin.
- en anderen waaronder opnamen van de componist zelf.

## Extended Theme
Het Extended Theme is een compositie van Howard Hanson. Voor Amerikanen, die houden van klassieke muziek, is het een zeer herkenbare melodie, met name een uitgewerkt thema uit het eerste deel van de 2e symfonie van Hanson, de populairste van deze componist. Het Extended Theme is geschreven voor orkest en koor.
Op zichzelf is het geen noemenswaardige compositie en zou zeker in de vergetelheid beland zijn, ware het niet dat de compositie jarenlang diende tot afsluiting van het National Music Camp Interlochen in Traverse City, Michigan. Maar de meesten zullen het herkennen als de aftitelingmuziek van de sciencefiction- annex horrorfilm Alien.

### Bron en discografie
- Uitgave Bay Cities Music 1009; World Youth Symphony Orchestra met het National Music Camp High School Choir o.l.v. de componist (opnamen uit 1977).